# Heartbeat (píseň, King Crimson)
„Heartbeat“ je skladba anglické progresivně rockové skupiny King Crimson z jejich alba Beat z roku 1982. Skladba vyšla i jako singl jako 7" verze se skladbou „Requiem“ a jako 12" verze se skladbami „Neal and Jack and Me“ a „Sartori in Tangier“. Skladbu použil i kytarista skupiny Adrian Belew na svém sólovém albu Young Lions z roku 1990.

## Sestava
- Robert Fripp – kytara, varhany
- Adrian Belew – kytara, zpěv
- Tony Levin – baskytara, Chapman Stick, zpěv
- Bill Bruford – bicí